# Phileurus hospes
Phileurus hospes är en skalbaggsart som beskrevs av Hermann Burmeister 1847. Phileurus hospes ingår i släktet Phileurus och familjen Dynastidae. Inga underarter finns listade i Catalogue of Life.